# Seconde Réforme
La Seconde Réforme est une campagne d'évangélisation menée à partir des années 1820 par les théologiens conservateurs protestants de l'Église d'Irlande et de l'Église d'Angleterre.

## Histoire
Les ecclésiastiques évangéliques étaient connus sous le nom de « biblistes » ou « nouveaux réformateurs ». La Seconde Réforme a été poursuivie avec le plus de zèle dans l'actuelle province de Connacht, où elle a été encouragée par Thomas Plunket, deuxième baron Plunket, évêque anglican de Tuam, Killala et Achonry (en). L'opposition à l'ouest était menée par l'archevêque catholique romain de Tuam (en), John MacHale (en). Le mouvement s'est efforcé (sans succès) et de manière désastreuse en termes œcuméniques, de faire du prosélytisme parmi la population catholique d'Irlande, souvent par des moyens très douteux où des avantages matériels étaient offerts en récompense d'une conversion. L'occasion de la grande famine irlandaise a également été saisie par les « nouveaux réformateurs ». Pour obtenir de la nourriture, les catholiques affamés étaient obligés de s'adresser à la maison de travail de l'union locale du Poor relief. La conversion était attendue au moment de l'admission. Le quaker et homme politique irlandais Alfred Webb (en) a écrit en 1868 :

« La famine a donné naissance à un vaste système de prosélytisme [...] et un réseau d'associations protestantes bien intentionnées s'est répandu dans les régions les plus pauvres du pays, qui, en échange de soupe et d'autres aides, s'efforçaient de rassembler les gens dans leurs églises et leurs écoles [...] Le mouvement a laissé des graines d'amertume qui ne sont pas encore éteintes, et les protestants, sans exclure les Amis, ont sacrifié une grande partie de l'influence positive qu'ils auraient pu avoir [...]. »

Les conversions obtenues sous la contrainte de ces circonstances ne duraient souvent pas longtemps car le converti n'agissait pas forcément par conviction personnelle.

« À l'époque, les familles qui prenaient la « soupe » étaient connues pendant des générations sous le nom de « soupeurs » [soupers]. Après la famine, beaucoup se sont reconvertis en catholiques romains et sont devenus à leur tour des « sauteurs » [jumpers], de sorte que l'on pouvait avoir les « Doyles soupeurs » [souper Doyles] ou les « Murphys soupeurs » et plus tard, après la fin de la famine, les « Doyles sauteurs » [jumper Doyles] ou les « Murphys sauteurs ». »

La Seconde Réforme est également combattue par les modérés de l'Église d'Irlande. Elle s'est éteinte dans les années 1860.

## Autres sens
Le terme « Seconde Réforme » a été utilisé dans un certain nombre de contextes dans le protestantisme, et continue d'être utilisé par certains pour faire référence à des événements contemporains. En Allemagne et en Europe du Nord en général, il est susceptible de faire référence à une période de pression calviniste sur le luthéranisme vers 1560-1619. La Furie iconoclaste, une vague importante et très désordonnée de destruction par la foule calviniste d'images et d'équipements d'église catholiques qui s'est répandue dans les Pays-Bas au cours de l'été 1566, a été la plus grande manifestation de ce type, avec des répercussions politiques drastiques. Cette campagne d'iconoclasme calviniste « a provoqué des émeutes réactives de la part des foules luthériennes » en Allemagne et « a suscité l'hostilité des orthodoxes orientaux voisins » dans la région de la Baltique.
La « Seconde Réforme néerlandaise » ou « Nadere Reformatie » (« Une autre Réforme ») est généralement située un peu plus tard, à partir de 1600 environ, et avait beaucoup de points communs avec le puritanisme anglais.